# Gaag (water)
De Gaag is een Nederlands kanaal van ongeveer 2 km lengte tussen Schipluiden en Den Hoorn. Het deel na Den Hoorn tot Delft wordt de Buitenwatersloot genoemd. Bij Schipluiden komt de Gaag samen met de Vlaardingervaart. De Oostgaag gaat ten zuidwesten van Schipluiden verder richting Maasland, de Zuidgaag, en gaat verder over in de Westgaag. De Westgaag kruist de A20 en komt bij de voet van de Maasdijk uit op het Nieuwe Water.
In 1998 werd een aquaduct onder de Gaag geopend (Gaag-aquaduct) ten behoeve van de A4.
De bewoning langs de vaart wordt als afzonderlijke buurtschap gezien en heeft de naam Gaag (ook wel bekend als Oostgaag).
De Gaag tussen Den Hoorn en Schipluiden is in het midden van de dertiende eeuw gegraven.

## Herkomst van de naam
- 1258 Gaweghe
- 1280-1287 Ghawech
- 1602 de Gaeghe naer Delft
- 1712 Oost Gaech, West Gaech

## Verklaring van de naam
Samentrekking van gaweg 'voetweg', later verbindingsweg in het algemeen (veelal langs een water), in dit geval van Delft naar de kust. Aan deze weg ontstonden twee nederzettingen, ter onderscheiding Oost-Gaech en West-Gaech genoemd.